# 다카쿠보 겐토
다카쿠보 겐토(일본어: 髙窪 健人, 1998년 7월 17일~)는 일본의 축구 선수이다.

## 구단 경력
그는 2021년 J3리그의 AC 나가노 파르세이루에 입단했다. 2022년 5월 일본 지역 리그의 FC 도쿠시마로 임대 이적했다. 2023년 AC 나가노 파르세이루로 복귀했다.